# サムライアリ
サムライアリ（侍蟻、Polyergus samurai）は、ハチ目（膜翅目）アリ科ヤマアリ亜科に分類されるアリの一種。クロヤマアリなどの巣を襲って働きアリやその蛹を攫い、「奴隷」として働かせる習性がある。

## 形態

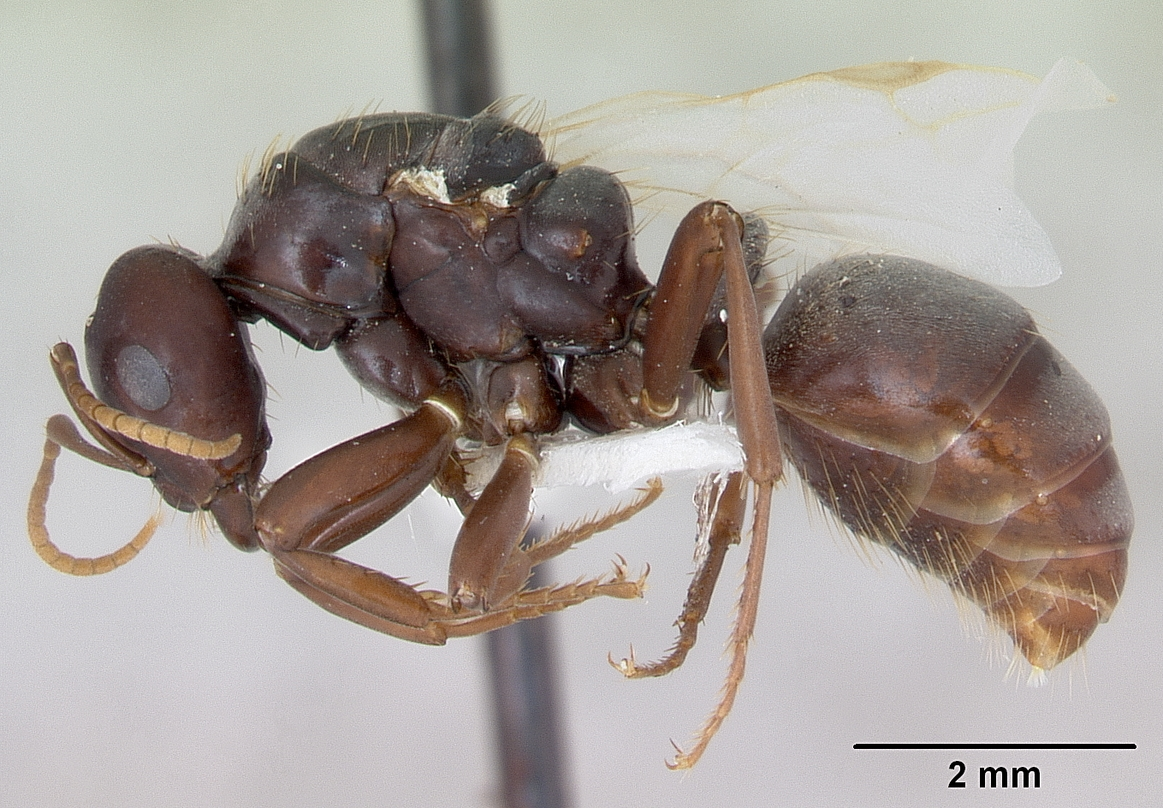
女王アリの標本

働きアリの体長：4-6mm　　女王アリの体長：7mm

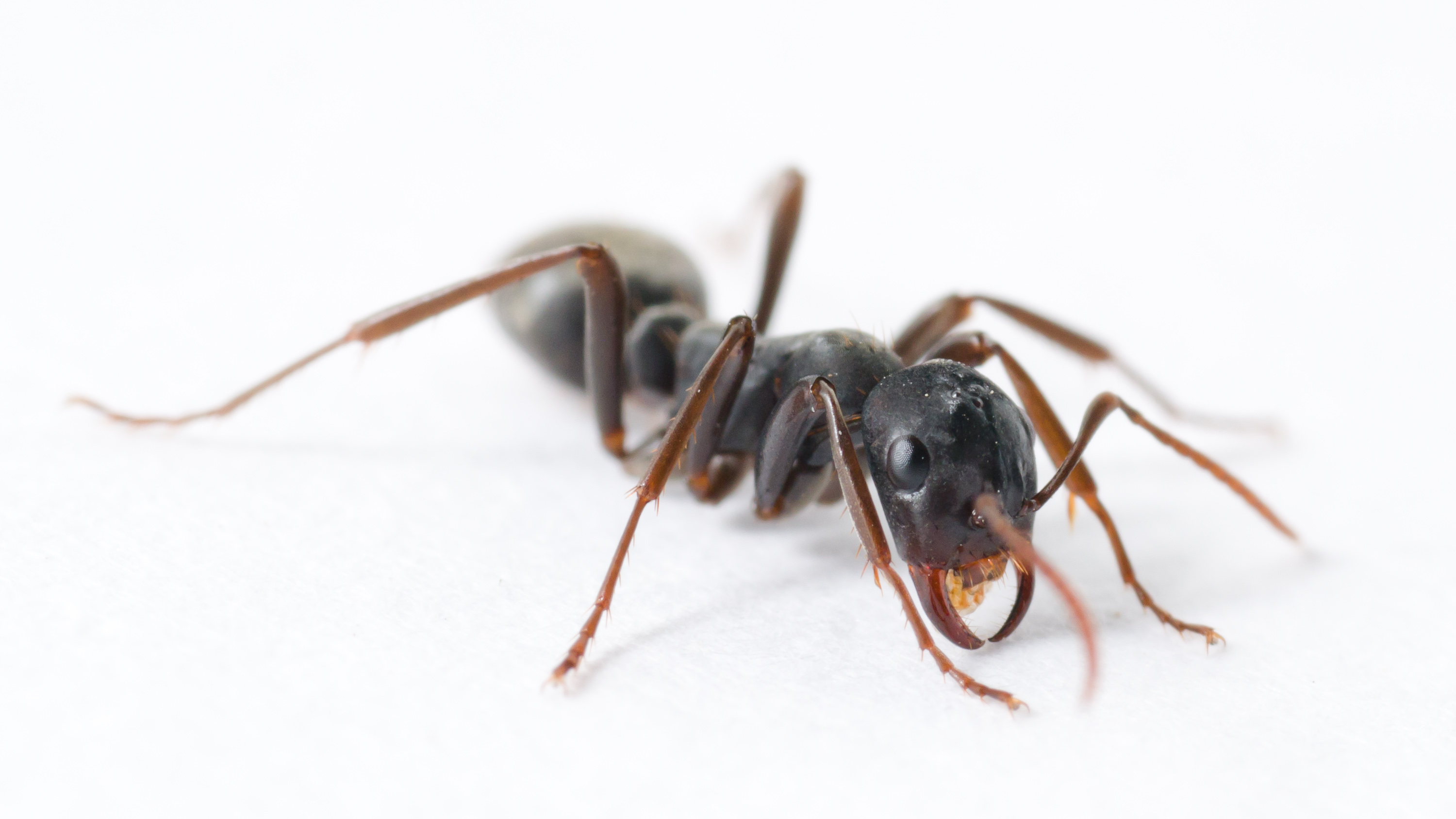
働きアリ

- 働きアリ全身が黒褐色をしている。多くのアリと異なり、大顎が鎌状に長く発達している。他属で似たような形質をもつ種には、イバリアリ Strongylognathus koreanusが知られる。

## 生態
サムライアリはクロヤマアリなどの巣を攻撃して働きアリやその蛹を攫い、奴隷として働かせることが知られる。奴隷とする為の蛹を連れる「奴隷狩り」は、主に夏の蒸し暑い日の午後に行われる。サムライアリの働きアリは奴隷狩りに特化しており、女王の世話、卵や幼虫の世話、餌の回収なども行わない。また、奴隷狩りと結婚飛行以外はほとんど地上にも出ない。こうした奴隷狩りの習性は、アカヤマアリのようなヤマアリ属の一部の種やヤドリムネボソアリなど、いくつものアリで知られている。しかしそれらの働きアリは同時に通常の労働にも従事することが多く、自分でほとんど働かないサムライアリやその同属近縁種とは異なる。
結婚飛行は7月上旬頃に行われる。アリの新女王は多くの種では、翅を落とした後に1匹あるいは数匹で働きアリの助けを借りることなく巣を立ち上げるが、サムライアリの新女王は単身でクロヤマアリの巣に侵入し、その巣の女王アリを噛み殺して巣を乗っ取る。クロヤマアリの働きアリは侵入者を攻撃するが、撃退に失敗して自分達の女王が噛み殺されるとサムライアリ新女王の世話を始める。この段階にて、女王を殺した後、サムライアリの女王も死ぬ場合や、侵入の際、働きアリに殺される場合もある。
新女王がクロヤマアリの女王を噛み殺す際、表面の成分を舐め取り、女王になりきると考えられている。よって新女王の卵はクロヤマアリの働きアリが世話をして成長する。このように他種の巣を乗っ取って新しい巣を立ち上げる習性はトゲアリ、アメイロケアリ、クロクサアリなどでも知られている。

## 分布
北海道、本州、四国、九州に分布するが、西日本では少ない。国外では朝鮮半島と中国に分布する。

## 近縁種
サムライアリ属（Polyergus 属）は全北区から5種類が知られる。全てが奴隷狩りや巣の乗っ取りを行う。参照:en:Polyergus（英語）
- P. breviceps Emery,1893 - 北アメリカ
- P. lucidus Mayr,1870 - 北アメリカ
- P. nigerrimus Marikovsky,1963 - シベリア西部
- P. rufescens Latreille,1798 - 北アメリカ・ヨーロッパ
- P. samurai Yano,1911 - 東アジア（サムライアリ）